# Belenois aldabrensis
Belenois aldabrensis is een vlindersoort uit de familie van de Pieridae (witjes), onderfamilie Pierinae.
Belenois aldabrensis werd in 1896 beschreven door Holland, W.